# Manoir de Bosdel
Ne doit pas être confondu avec Manoir de Bodel.
Le manoir de Bosdel est un ancien manoir construit aux XVIIe siècle et XVIIIe siècle sur le territoire de la commune de Saint-Lô aux abords de la Vire. La ferme attenante est elle plus ancienne, daté fin XVIe siècle.
Cette demeure, située en face de la falaise d'Agneaux, fait partie d'un ensemble de petits châteaux avec plus en aval de la Vire les châteaux de la Vaucelle, de la Palière (actuel hôtel de ville d'Agneaux) et de Sainte-Marie.
Le manoir de Bosdel fait l’objet d’une inscription au titre des monuments historiques depuis le 1er avril 1946.

## Histoire
Il n'existe plus beaucoup de traces dans les archives départementales car celles-ci ont été détruites lors du bombardements de Saint-Lô en 1944.
Pendant la Seconde Guerre mondiale, les Allemands ont occupé la demeure et le domaine fut lui-même bombardé, une bombe étant tombée dans le plan d'eau en détruisant la toiture et la chapelle dont il ne reste aucun vestige.